# Nightwatching – Das Rembrandt-Komplott
Nightwatching – Das Rembrandt-Komplott ist ein in internationaler Koproduktion entstandenes Filmdrama über Rembrandt und seine Nachtwache (1642). Bei dem Werk von 2007 (knapp zur 400-Jahr-Feier) führte der walisische Filmautor Peter Greenaway Regie. Im Mittelpunkt des intellektuellen Kostümdramas steht Martin Freeman mit seiner Darstellung des Malers.
Der Film ist nicht faktisch-biographisch zu verstehen, und visuell ist er an Tableaus der Epoche angelehnt. Dabei ist Greenaways erster regulärer Spielfilm seit acht Jahren nach überaus komplexen (Multimedia-)Werken wieder halbwegs geradlinig bzw. narrativ ausgefallen und in diesem Sinn eine Rückbesinnung.

## Handlung
1642 in Amsterdam: Der Krieg mit Spanien ist gerade vorüber. Der 36-jährige Rembrandt van Rijn ist ein „Popstar“ seiner Zeit, ein in höchsten gesellschaftlichen Schichten verkehrender Spaßvogel, in der Debatte brillant, geharnischt, notfalls obszön, im Leben aufrecht und sozial ein Aufsteiger. Ehefrau Saskia ist sterbenskrank.
Der wohlhabende Maler erhält den Auftrag zu dem monumentalen Die Kompanie des Frans Banning Cocq (363 cm × 437 cm). Mit Agentin und besserer Hälfte Saskia verhandelt er, orchestriert Vorbereitungen, baut auf, recherchiert, stattet aus, führt Proben mit allem Pomp durch und versichert sich der Zahlung mehr oder weniger diplomatisch. Die (heimtückischen) Musketen soll er tatsächlich kopfüber malen, um sich nicht in die Nähe des Geheimnisverrats zu begeben. Im öffentlichen Leben ist er andererseits ein ernstzunehmender Widersacher.
Ein Mitglied der Stadtwache von Capt. Frans Banning Cocq, Piers Hasselburg, wird Opfer eines Attentats. Er und Saskia erfahren eine seltsam-unheilvolle Geschichte von der jungen Marieke. Ein Waisenhaus wechselte jüngst den Besitzer, und unbekannte Mächte haben ein Kinderbordell daraus gemacht. Dazu gesellen sich Preiskartelle, Versicherungsbetrug, Brandstiftung und derlei mehr. Übermütig aufgrund der Schwangerschaft Saskias, die er über alles liebt, fasst er den Entschluss, die nahezu undurchdringliche Verschwörung so gut es geht im Alleingang aufzudecken. Sein Sohn erblickt das Licht der Welt. Ein Schauspieler wird ihm untergeschoben; ein Zeuge verschwindet. Rembrandt wird zusehends düsterer.
Saskia stirbt an der Krankheit.
Die Reichen und Mächtigen des Amsterdam des Goldenen Zeitalters – 34 Personen, darunter der von Rembrandt porträtierte Amsterdamer Regent Andries de Graeff – „posieren“ für ihn als stolze Soldaten der Bürgerwehr. Das gerät dann weniger zu einem Stillleben als zu einem lärmenden Geschiebe und Gerangel. Zuerst verschlüsselt er zahlreiche Anspielungen symbolisch in dem Bild, vor versammelter Mannschaft und förmlich mit dem Pinsel in der Hand hebt er dann die Stimme und geht zur Anklage über. Ein Schuss löst sich.
Rembrandt wendet sich zunehmend an den Zuschauer (bzw. an Saskia). Er nimmt eine ordinäre Magd, Geertje, als Geliebte. Die Männer spinnen Intrigen, das kompromittierende Bild auf Nimmerwiedersehen verschwinden zu lassen. Rembrandt muss um sein Leben fürchten. In Rückblenden und im Zwiegespräch mit einer halluzinierten Hendrickje gibt Rembrandt augenzwinkernd gleich mehrere Erklärungen einiger zuvor gesehener Details, ohne dass sich der Film endgültig festlegt. Den Verschwörern gelingt es beinahe, ihn physisch zu blenden, zudem hatten sie Geertje auf der Gehaltsliste. Er nimmt stattdessen die junge Hendrickje zur Geliebten. Das Gemälde wird davon unbenommen als gewagter Bruch mit der Tradition verstanden.
Er wacht 1654 umnachtet auf aus diesem dunklen Traum. Er ist verarmt und droht dem Wahnsinn anheimzufallen. Sein Niedergang soll auf das Bild und das J’accuse zurückzuführen sein, doch bleibt dies letztendlich Spekulation.

## Hintergründe

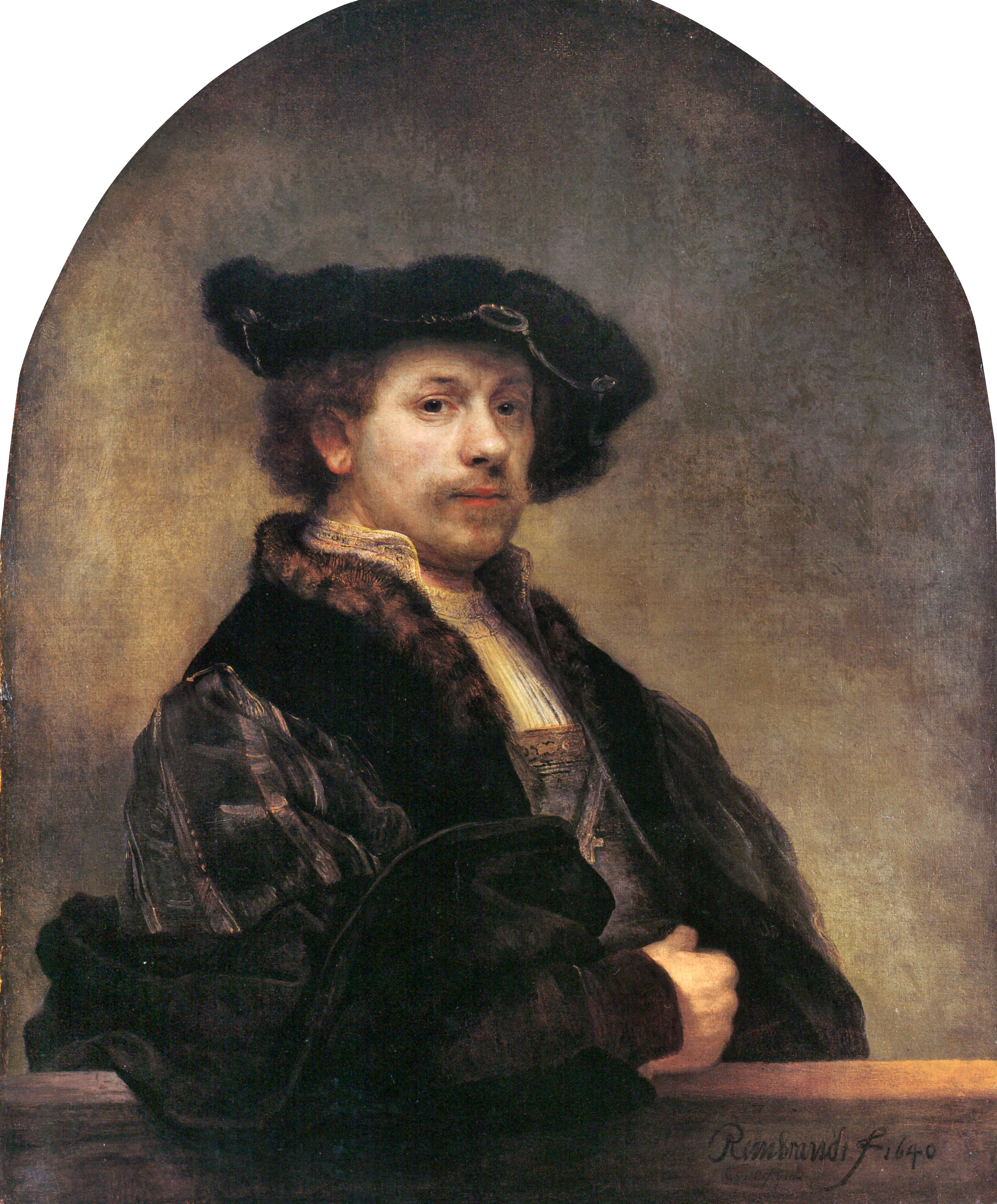
Selbstporträt, 1640, National Gallery in London

Die Nachtwache, 1642, Rijksmuseum

- Der Film entstand mit Unterstützung des Wales Creative IP Fund, The National Lottery, UK Film Council, dem Polish Film Institute, The Netherlands Film Fund, The Rotterdam Film Fund, MEDIA Plus der Europäischen Union und dem Canadian Film or Video Production Tax Credit Program. Weiterhin beteiligt waren Cronfa ED Creadigol Cymru und Gremi Film Production.[11][12] Es produzierte Kees Kasander.
- Die Dreharbeiten begannen am 4. September 2006.[13]
- Der Film wurde vollständig digital (HDTV) mit der Thomson VIPER FilmStream Camera gedreht.[14]
- Über die Musik Włodzimierz Pawliks hinaus wurde minimalistisches[5] Material des Cellisten Giovanni Sollima verwendet.[12]
- Greenaway widmete den Film den Filmschaffenden Jenny Mitchell „in liebender Erinnerung“ und Garth Thomas.[12]
- Das Werk hatte seine Uraufführung am 6. September 2007 bei den Filmfestspielen von Venedig.
- Hauptdarsteller Martin Freeman scheint vom Set vor allem das stundenlange Warten auf die aufwendige Beleuchtung im Gedächtnis geblieben zu sein.[15]
- Die anhand des Bildes hergeleitete Verschwörung (vgl. schon Der Kontrakt des Zeichners[5]) behauptet Greenaway tatsächlich, auch über den Film hinaus.[13][16] Ebenso entschieden wurde ihm aus berufenem Mund widersprochen.[17]
- Greenaway hat weitere Filme über niederländische Meister angekündigt.[18] 2012 erschien Goltzius and the Pelican Company.
- Greenaway sagte: „Über was soll man schon reden außer Tod und Sex? Das sind die unverhandelbaren Faktoren des Lebens, was sie unwiderstehlich macht. Balzac zufolge ist der dritte Faktor Geld, aber jeder Narr kann zu Geld kommen. Und das ist nur Abwehr von Sex und Tod. Soweit es mich angeht ist meine Rolle als Filmemacher, das zu behandeln und dabei die Szenerie ein wenig zu dekorieren.“ (The Japan Times)[19]
- Der 2008 veröffentlichte Dokumentarfilm Rembrandts Nachtwache – Geheimnisse eines Gemäldes, ebenfalls von Greenaway inszeniert, ergänzt den Spielfilm.

## Kritiken
- „Fans sollten partiell auf ihre Kosten kommen […] mit einem Lebenshunger förmlich in jeder Aufnahme“ (Jay Weissberg: Variety)[2]
- „Kunst mit einem großen ‚K‘ […] ein Film mit einem pochenden Herz“ (Ian Bartholomew: Taipei Times)[20]
- „‚Nightwatchers‘ erzählt eine Kriminalgeschichte rund um Rembrandts ‚Nachtwache‘, die so verwickelt und überzüchtet ist, dass man sie nicht verstehen kann und wohl auch gar nicht soll. […] Gemeinsam mit seinem großartigen Kameramann Reinier van Brummelen, der die Bilder in eine irreale Palette aus Filterfarben, Schlagschatten und Gegenlicht taucht, schwelgt Greenaway ganz ungeniert in der Schönheit altniederländischer Malerei. […] Greenaway erledigt das herkömmliche Kino […] genialer Film“ (Dirk Schümer: Frankfurter Allgemeine Zeitung)[21]
- „eindrücklich lebhaft und (seltsam genug für ihn) regelrecht romantisch“ (Stephen Garrett: indieWIRE[22])
- „Greenaways bizarrer, sinnlicher Stil ist so merkwürdig, dass es schon wehtut.“ (Anne Brodie)[23]
- „eine weitschweifige, theaterhafte, häufig didaktische Studie […] Da Vinci Code für Intellektuelle […] Wirkt wie ein strukturalistisches Kunstgeschichtstraktat, ausgesiebt vom paranoiden Geist einer Philip-K.-Dick-Figur und vorgetragen im gewundenen Modus Shakespeares von Männern in Kniebundhosen“ (ScreenDaily.com)[4]
- „Zuerst der Haftungsausschluss: Im Lauf von 18 Jahren hat mir kein einziger Peter-Greenaway-Film gefallen. […] passabel (B-)“ (Scott Tobias: A. V. Club)[24]

## Auszeichnungen und Nominierungen
Internationale Filmfestspiele von Venedig 2007
- Nominierung Goldener Löwe für Peter Greenaway. Der Preis ging an Gefahr und Begierde von Ang Lee.
- Mimmo Rotella Foundation Award für Peter Greenaway
- Open Prize für Peter Greenaway

Niederländisches Filmfestival 2007
- Golden Calf in der Kategorie Best Production Design für Maarten Piersma
- Golden Calf in der Kategorie Best Screenplay of a Feature Film für Peter Greenaway
- Nominierung Golden Calf in der Kategorie Best Cinematography für Reinier van Brummelen
- Nominierung Golden Calf in der Kategorie Best Director für Peter Greenaway
- Nominierung Golden Calf in der Kategorie Best Film für Kees Kasander